# Sidi Moro Sanneh

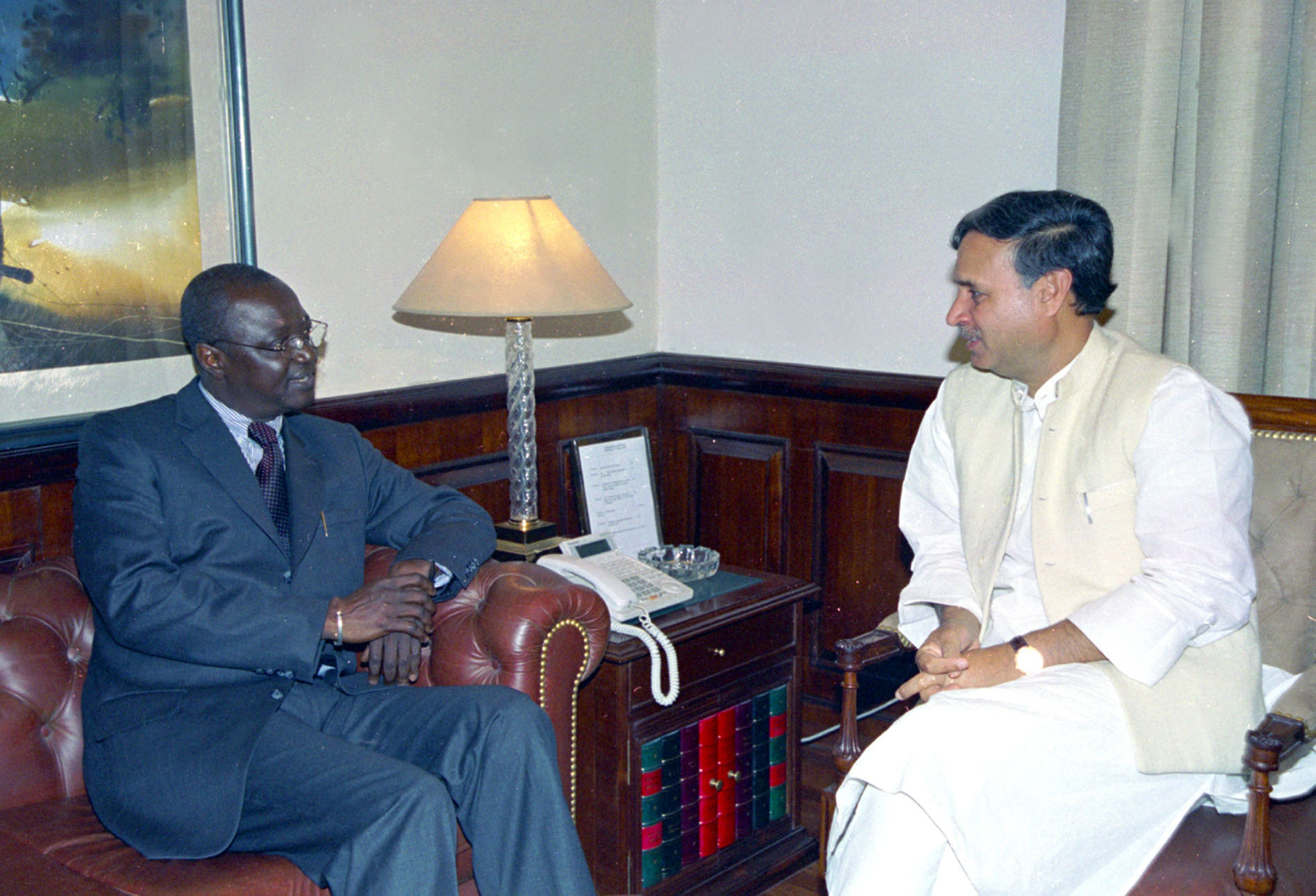
Sidi Moro Sanneh nur Rao Inderjit Singh (2015)

Sidi Moro Sanneh (selten auch Seedy Moro Sanneh) (* 2. Dezember 1947 in Bathurst) ist Wirtschaftswissenschaftler und ehemaliger Außenminister von Gambia.

## Leben
Sanneh studierte und arbeitete in den Vereinigten Staaten, besonders in der städtischen Entwicklung. 1977 trat er in den Staatsdienst von Gambia ein. Später wurde er Berater bei den Vereinten Nationen und arbeitete von 1992 bis 2002 als Direktor an der Afrikanischen Entwicklungsbank. Er wurde am 14. Oktober 2004 Außenminister von Gambia und diente in dieser Position bis zum 24. März 2005, als er auf die Position des Ministers der Industrie, des Handels und der Beschäftigung während einer Kabinettsänderung wechselte.
Am 24. Oktober 2005 wird er von Musa Gibril Bala Gaye in dieser Position abgelöst.
2007 ging Sanneh ins US-amerikanische Exil und lebt seitdem in Virginia.